# Schendylops pampeanus
Schendylops pampeanus är en mångfotingart som först beskrevs av Pereira och Coscarón 1976.  Schendylops pampeanus ingår i släktet Schendylops och familjen småjordkrypare. Inga underarter finns listade i Catalogue of Life.